# Bibi & Tina (Film)
Bibi & Tina (auch Bibi & Tina – der Film) ist ein deutscher Spielfilm im Musicalstyle des Regisseurs Detlev Buck aus dem Jahr 2014, der auf der Kinderhörspielserie Bibi und Tina basiert, welche wiederum auf der von Elfie Donnelly erfundenen Hexe Bibi Blocksberg und ihrer Freundin Tina basiert. Der Kinostart war am 6. März 2014.

## Handlung
Bibi Blocksberg besucht in den Sommerferien ihre Freundin Tina Martin auf dem Reiterhof. In diesem Jahr soll es ein besonderes Pferderennen geben, das von Graf Falko ausgerichtet wird. Den beiden Freundinnen steht jedoch Ärger ins Haus, als hierzu als Teilnehmerin und enge Bekannte des Hauses Sophia von Gelenberg aus einem Elite-Internat auf Burg Falkenstein einquartiert wird und versucht, Tina ihren Freund Alexander auszuspannen. Auch der windige Geschäftsmann Hans Kakmann führt nichts Gutes im Schilde, und er hat es nicht nur auf das Fohlen Sokrates, genannt „Socke“, abgesehen. Bibi  versucht einerseits, Alex und Tinas Beziehung zu retten, und andererseits Kakmanns Geschäftspraktiken zu entlarven. Aber auch Hexerei kann nicht verhindern, dass sie alle gegen sich aufbringt, Graf Falko seinen Sohn im Internat anmeldet und Kakman das Fohlen „Socke“ zum Kauf anbietet.

## Hintergrund
Die Filmproduktion wurde durch die Medienboard Berlin-Brandenburg, die Mitteldeutsche Medienförderung sowie von der Filmförderung Hamburg Schleswig-Holstein unterstützt.
Detlev Buck inszenierte Bibi & Tina als musikalische Pop-Geschichte, in der die Darsteller selbst singen. Die Filmmusik komponierten Ulf Leo Sommer, Daniel Faust und Peter Plate.
Drehorte
Gedreht wurde unter anderem drei Wochen lang auf Schloss Vitzenburg bei Querfurt im Süden Sachsen-Anhalts. Das Schloss ist im Film der Wohnsitz der Grafen von Falkenstein. Als Kulisse für den Martinshof diente der Hof Lücke in Twedt. Weitere Drehorte lagen in Schleswig-Holstein.

## Soundtrack
| Titel                          | Gesungen von         | Länge |
| ------------------------------ | -------------------- | ----- |
| Bibi & Tina – Titelsong        | Holger Martin        | 1:26  |
| Ich will mehr (Kakmann Song)   | Hans Kakmann         | 3:24  |
| Einen wunderbaren guten Morgen | Susanne Martin       | 0:51  |
| Mädchen auf dem Pferd          | Freddy 1             | 2:32  |
| Ordinary Girl                  | Sophia von Gelenberg | 2:22  |
| Up, up, up (Nobody’s perfect)  | Bibi Blocksberg      | 2:38  |
| Tür auf                        | Bibi Blocksberg      | 3:32  |
| Alles geht                     | Holger Martin        | 2:41  |

## Kritik
TV Spielfilm sah in dem Film ein „schrill-buntes Popmärchen“; Detlev Buck habe die Vorlage „gehörig gegen den Strich gebürstet“. Bibi und Tina seien „ideal besetzt“, und auch Michael Maertens sei in seiner Rolle als Graf Falko „köstlich“.

## Fortsetzungen
Die Dreharbeiten zur Fortsetzung mit dem Titel Bibi & Tina: Voll verhext! – erneut unter der Regie von Detlev Buck – begannen am 14. Juli 2014. Kinostart war am 25. Dezember 2014.
Ein dritter Teil, Bibi & Tina – Mädchen gegen Jungs, kam am 21. Januar 2016 in die Kinos. Ein vierter Teil mit dem Titel Bibi & Tina: Tohuwabohu Total wurde ebenfalls von Detlev Buck inszeniert und startete am 23. Februar 2017 in den deutschen Kinos. Ab 2020 folgte die TV-Serie, Bibi & Tina – Die Serie mit Katharina Hirschberg und Harriet Herbig-Matten in den Titelrollen. Am 27. Juli 2021 begannen mit den Darstellern der Serie, die Dreharbeiten für einen fünften Kinofilm Bibi & Tina – Einfach anders, welcher am 21. Juli 2022 in den Kinos anlief.